# 天気の子
『天気の子』（てんきのこ、英: Weathering With You）は、2019年の日本のアニメーション映画。監督・脚本は新海誠。醍醐虎汰朗が主人公の森嶋帆高を、森七菜がヒロインの天野陽菜の声を演じる。離島から東京に家出してきた少年・帆高と、“祈るだけで晴れにできる“力を持つ少女・陽菜が出会い、運命に翻弄されながらも自らの生き方を「選択」していく物語。2019年7月19日に東宝の配給により公開されると、日本での興行収入は142.3億円（日本映画で16位）を記録した。第43回日本アカデミー賞では最優秀アニメーション作品賞と最優秀音楽賞を受賞した。

## あらすじ

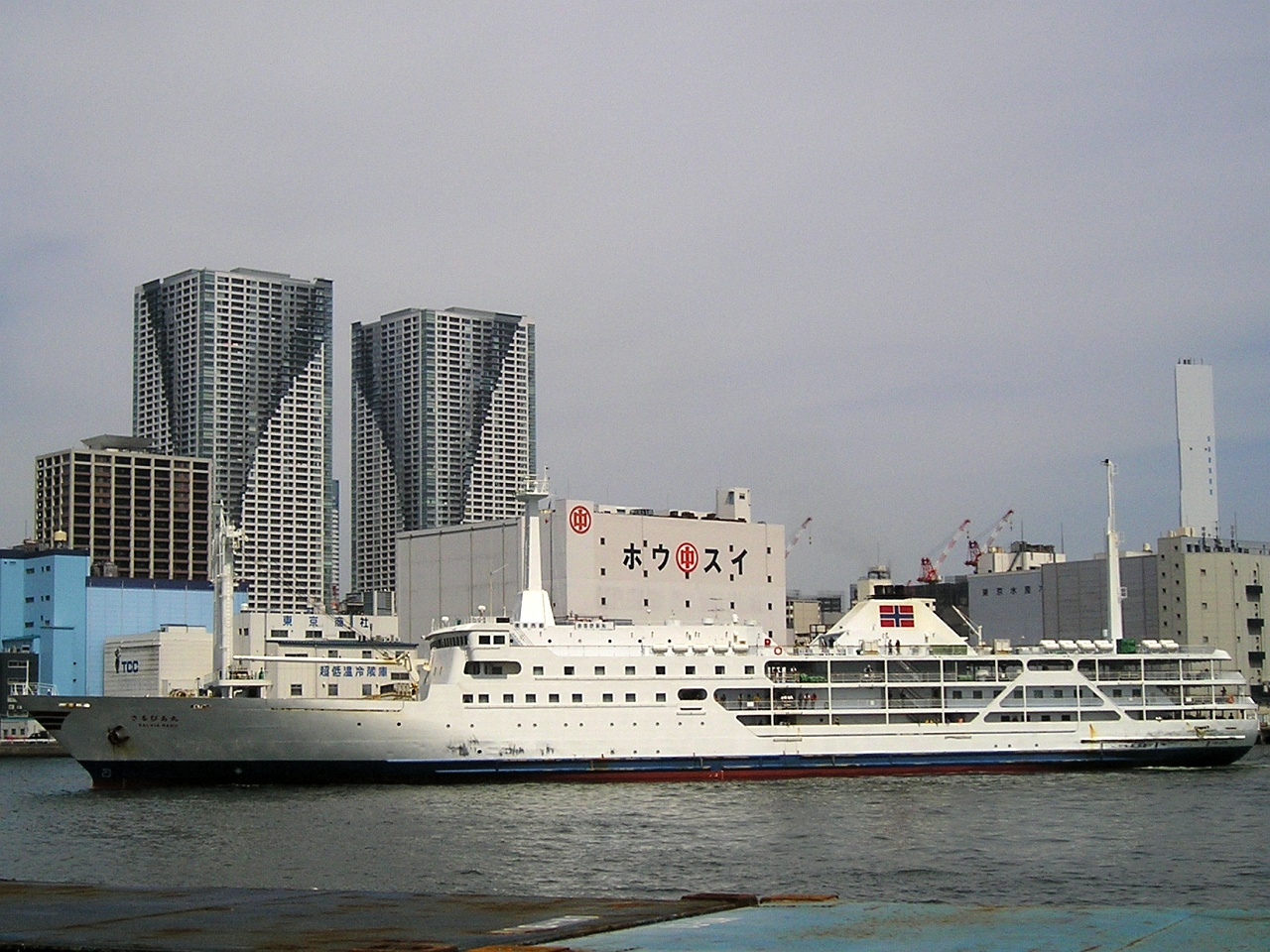
帆高が上京する際に乗っていた東京 - 神津島航路の2代目さるびあ丸。

2021年（令和3年）6月、神津島で暮らす高校1年生、森嶋 帆高（もりしま ほだか）は家出し、フェリー「さるびあ丸」で東京にやって来た。ネットカフェで暮らすが、アルバイトにも就けないまま所持金ばかり減っていき、フェリーで知り合ったライターの須賀 圭介（すが けいすけ）の元を訪ねる。圭介は姪の夏美（なつみ）と2人で雑誌に記事を寄稿する零細編集プロダクションを営んでいた。帆高は住み込み・食事付きの条件に惹かれ、そこで働き始める。
その夏の関東地方は、異常気象により長期間にわたって雨の日が続いており、その中、一時的な晴天を呼ぶ「100%の晴れ女」の都市伝説が流れていた。帆高は以前ビッグマックをおごってもらった天野 陽菜（あまの ひな）という少女と、ある事件で再会する。彼女こそが「晴れ女」であり、祈ることで短時間、局地的だが確実に雲の晴れ間を作る能力を持っていた。
陽菜は小学生の弟、凪（なぎ）と暮らしており、2人が経済的に困っている様子を見た帆高は、「晴れ女」の能力で商売をすることを提案し、依頼用ウェブサイトを作成した。「晴れ女」のサービスは次第に評判を呼び、順調に仕事を増やしていった。しかし、神宮外苑花火大会を晴れにする姿がテレビに映ってしまい依頼が殺到したため、休業することにした。
帆高には家族により捜索願が提出されていたことと、陽菜と再会した時の事件での拳銃の発砲が警察に知られたことから、圭介のもとに刑事が捜査に訪れた。これを機に帆高は圭介から退職金を渡されて事務所を追い出されてしまった。それとほぼ同時に、子供2人だけの天野家に児童相談所が介入することが重なったため、互いが引き離されることを恐れた陽菜と凪とともに、帆高は3人で逃げ出した。
逃避行中に異常気象が進み、夏でありながら雪が降っていた。3人はラブホテルに泊まり、インスタント食品やカラオケで一夜を過ごす。一方で能力の代償としてなのか、陽菜の身体は薄く透明になり始めていた。そして「天気の巫女が人柱として犠牲になる」という伝承のとおり、夜が明ける前に陽菜の身体は消失してしまった。

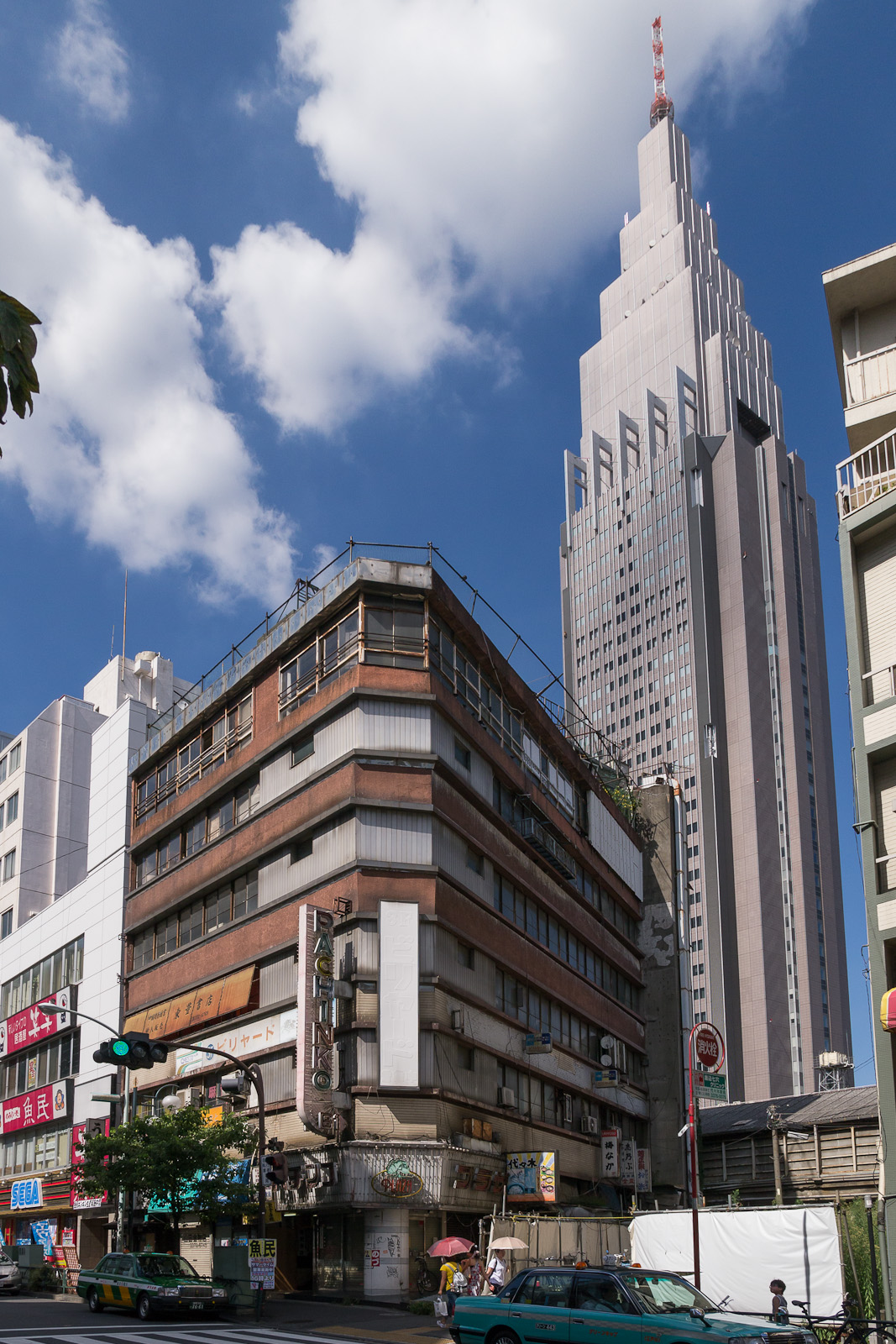
手前：本作で登場する廃ビル「代々木会館」（2020年1月で建物の解体工事が完了し、現存しない）。なお、本作の屋上神社は架空のもの。
奥：新海誠監督作品では頻繁に登場するNTTドコモ代々木ビル（ドコモタワー）。

翌朝、ホテルの部屋に警察が踏み込み、凪は児童相談所へ、帆高は警察署へと送られるが、2人ともそれぞれ脱走し、陽菜が「晴れ女」としての能力を得た代々木の廃ビルへ向かう。一方、東京は数か月ぶりの晴れとなった。
警察が追跡している中、夏美、圭介、凪の3人の助けで廃ビル屋上の神社にたどり着いた帆高が祈りながら鳥居をくぐると、彼の身体は遥か上空へとワープし、積乱雲の上に囚われていた陽菜を救い出すことに成功した。2人が神社に戻ると同時に再び雨雲が東京を覆い、猛烈なゲリラ豪雨が街を襲った。圭介、凪、夏美、警察官たちは、呆然と雨空を見上げていた。帆高は再逮捕された後、高校卒業までの期間の保護観察処分を受け、神津島に戻された。
陽菜救出後に降り始めた雨は2年半の間、止むことなく続き、東京の荒川、江戸川下流域の広範囲が徐々に水没していった。2024年（令和6年）の春、帆高は大学進学を機に東京へと再び渡り、陽菜と再会を果たしたのだった。

## 登場人物

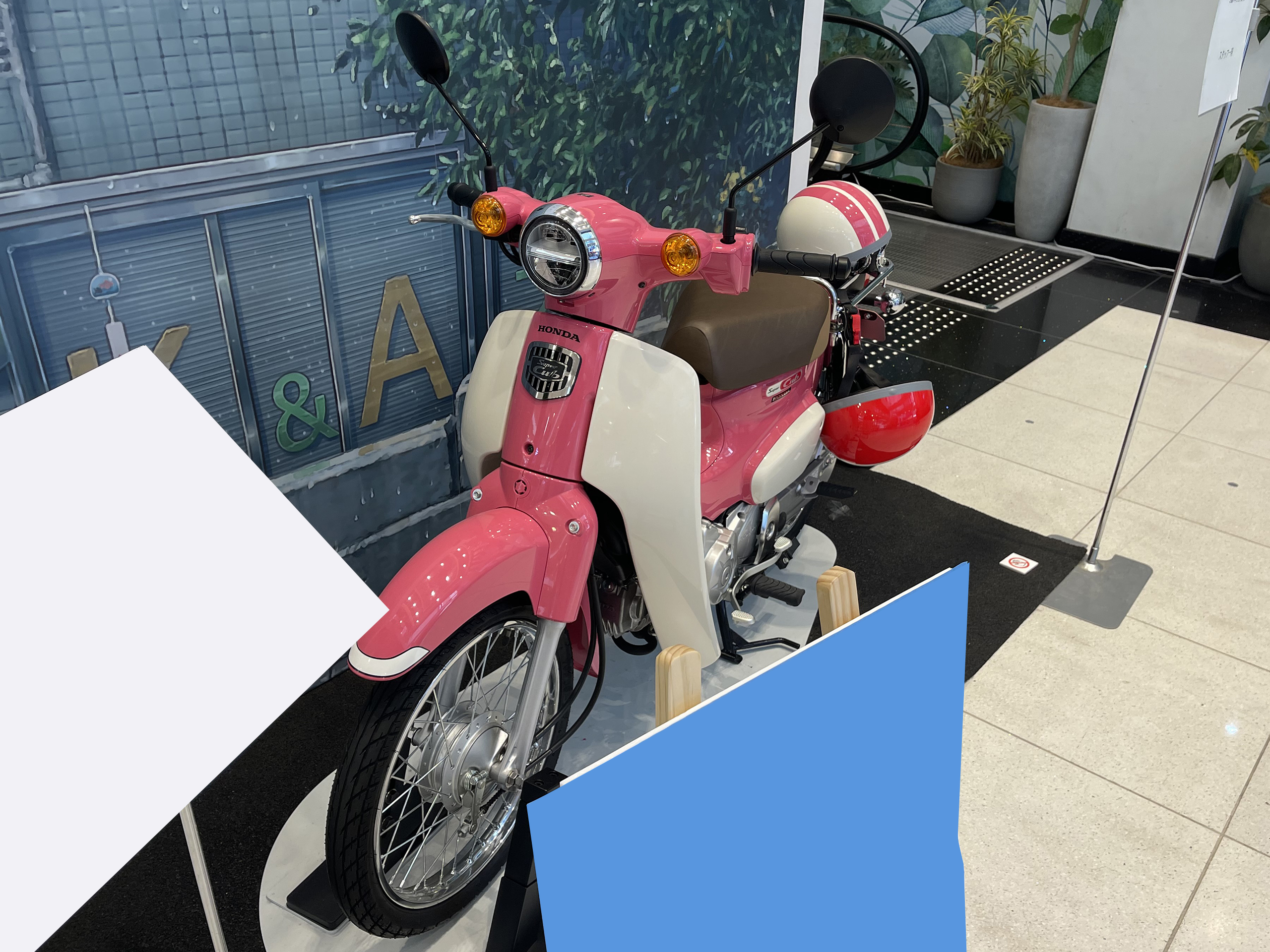
作品仕様のスーパーカブ110。

森嶋 帆高（もりしま ほだか）
声 - 醍醐虎汰朗
本作の主人公。神津島高校1年生。卒業時は3年3組。
本作冒頭で東京にフェリーで家出した。家出の理由について劇中では詳しい説明はない。家出中であり身分証を提示できないことからアルバイトに就けず、ネットカフェに泊まる日々が続いていた。そんな中、大量の銃器所持で逮捕された犯人・柴田が捨てたとみられる拳銃を拾った。その後、職を探していた陽菜を風俗バイトに勧誘した木村とトラブルになり、衝動的に発砲したが弾は外れた。
圭介に雇ってもらい食と住を確保し、順風満帆な生活を送っていたが、発砲した瞬間が防犯カメラに映り、さらに、家族が行方不明届を提出したことが原因で、警察に追われる身になった。
小説版では「両親」と記述しているページがあるが、小説・映画共に母については詳しくは言及されてはいない。また、後述する高井刑事が婦人警官を伴って陽菜のアパートを訪ねた際に見せた、帆高の入学式の写真には男性と写っているが、彼が父であるか否かについては言及はない。
特徴/性格
家出時の持参品として自身と同齢の家出少年が主人公の小説『キャッチャー・イン・ザ・ライ』（村上春樹訳、白水社版）を携えており、調理中のどん兵衛やカップヌードルの重しに使用していた。なお、カップヌードルは3分待たずに2分で食べるのが好きである。外出時は常に黄色のサコッシュを身に着けており、拾った拳銃もこの中に入れて持ち歩いていた。
神宮外苑花火大会ではTシャツの上にブレザーを着ていたが、普段着はVネックのシャツにカーゴパンツや、Tシャツに紺のジーンズ。なお、神津島高校の制服は詰襟の学生服である。
MacBookを用いて圭介の雑誌編集の手伝いをしたり、圭介のiPadを用いて「晴れ女」サービスのWebサイトを独力で作成したりする程度のITスキルを持っている。何かわからないことがあるとすぐにスマートフォンを介してYahoo!知恵袋に質問し、回答を得ようとする癖がある。
必要ならば夜なべを辞さないほど意志が強い一面もあり、「晴れ女」サービスのためにてるてる坊主を吊るした傘や、てるてる坊主を模した着ぐるみを作っている。
圭介の事務所で雇われている間は、食事の準備、掃除、片付けなどの雑用全般、郵便の仕分けなど事務、買い物、インタビューの文字起こしをしていた。なお、携帯通信料は事務所が支払っていた。
圭介からビールを勧められても突き返してジュースを手に取るなど普段は律儀な性格であるが、陽菜が絡むと法律違反も躊躇しない攻撃的な性格に豹変する。恩人である圭介に対しても、腕に噛み付いた後、拳銃を威嚇射撃している。
女性との付き合いは不慣れなようで、夏美に「胸見たでしょ」と言われたり、陽菜をガン見して彼女に「どこ見てんのよっ！」と言われたり、圭介と夏美の関係を愛人と勘違いし、夏美に「その妄想引くわ」、陽菜に「帆高ってイヤラシイ」と言われたりした際に、うろたえたり焦ったりするシーンがある。また、高校の卒業式後に、後輩の女子2人と東屋で向かい合った際に、「これってもしかして、初告白」と妄想してしまうシーンもある。
陽菜からは「まだ子ども」、夏美からは「どこまでも弟タイプ」「圭介に似ている」と評されているシーンもある。
圭介、陽菜、凪からは「帆高」、夏美からは「帆高くん」、高校の後輩の女子学生からは「森嶋先輩」と呼ばれる。なお、圭介からは「少年」（高校卒業後は「青年」）と呼ばれることもある。一人称については、人と話す時は「俺」、モノローグでは「僕」で統一されている。ただし、陽菜と2人になった際は「僕たち」と言っている。
制作初期の設定
制作初期の企画の段階では中学2年生の設定だった。また、この段階で家出少年という設定が既にされていた。
天野 陽菜（あまの ひな）
声 - 森七菜
本作のヒロイン。2006年8月22日生まれ。中学3年生。
代々木に存する廃ビル屋上に鎮座する小さな鳥居をくぐったことで、局地的な範囲を祈りによって一時的に望んだ通りの天候に変化させる能力を手に入れた。しかし、その能力を行使するごとに身体が徐々に透明化していく代償を抱えることにもなった。当初はそのことを自覚しておらず、「100%の晴れ女」業を天職だと考えたほどであるが、後に気象神社の神主が天気の巫女伝承を語る動画を夏美から見せられて気づくことになった。
歌舞伎町のマクドナルドで年齢を詐称してのアルバイト（後に発覚して解雇される）中、お金を使い果たしてひもじそうにしている帆高にビッグマックをおごったことが縁で、彼と知り合うことになった。帆高に最初に出会った時点では14歳だったが、次の誕生日で18歳になると彼に伝えた。
映画のラストシーンでは、制服姿で登場して帆高と再会した。ただし、高校名などについての言及はない。
母の名は「めぐみ（漢字は不明）」。父については言及がなく、一切不明である。
特徴/性格
髪型は黒髪の二つ結び。普段着として、白のノースリーブのパーカーにホットパンツを着用している。また、ラストシーンでの制服姿以外では、神宮外苑花火大会で浴衣姿を見せている。
JR田端駅周辺の高台のアパートの2DKの一室にて弟（凪）と2人で暮らしている。1年前に母を病気で亡くしており、母の形見のブレスレットを、チョーカーに加工して首に着けていた。自身の住む部屋の装飾品（サンキャッチャー等）を手作りしたり、スナック菓子などのありあわせの食材を上手く用いて料理を作ったりするなど、器用な一面も持つ。また、アパートの部屋では豆苗や青ネギを自家栽培している。ただし、絵を描くのは苦手なようで、自身はカエルを描いたつもりが、帆高に「カバ？」と突っ込みを入れられるシーンもある。携帯電話、スマートフォンを所持していないため、外部から通話、メール、SNSなどで連絡が取れない。
木村に帆高が発砲した際には激しく憤り、声を荒らげるが、帆高と打ち解けた後は、警察官に体当たりをするなど帆高のために行動する一面を見せるようになる。
帆高からは「陽菜さん」もしくは「陽菜」と呼ばれる。凪からは「姉ちゃん」、圭介、夏美、萌花からは「陽菜ちゃん」と呼ばれる。
制作初期の設定
制作初期の企画の段階では「陽咲（ひなた）」という名前であり、年齢も14歳ではなく18歳。家族については、父がおらず、母は入院中、弟の代わりに妹が2人いる設定だった。また、祈ると雨雲に晴れ間を作るのではなく、的中率100パーセントの天気予報を行うという設定だった。実際には天気予報を当てるのではなく、本人が天気を操作していたという種明かしをストーリー後半に入れる予定であった。
天野 凪（あまの なぎ）
声 - 吉柳咲良
陽菜の弟。小学5年生。
当初は陽菜と一緒にいる帆高に対して嫌な印象を持ったが、陽菜が「晴れ女」のサービスを始めるに際し、早期に帆高と打ち解けた。また、萌花（圭介の娘）とも初めて会ったその日に仲良くなった。「晴れ女」サービスの営業中は、帆高が考案したてるてる坊主を模した着ぐるみを着用。ただし、当初は着ぐるみを嫌っていた。
帆高が圭介の事務所を訪れた際に、圭介が見せた、夏美、萌花と写った自撮り写真では、中学生になり背が伸びた姿を確認できる。
特徴/性格
恋愛経験の豊富さゆえに小学生らしからぬ大人びた発言をする。一方で、陽菜のことを心から心配する、子どもらしい一面も持つ。
誰にでも別け隔てなく付き合うことのできる快活な一面もあり、後述する冨美の肩叩きをするシーンもある。
帆高からは女子への態度を指南したことにより「センパイ」、圭介、陽菜からは「凪」、夏美、アヤネ、カナからは「凪くん」と呼ばれる。
須賀 圭介（すが けいすけ）
声 - 小栗旬
有限会社K&Aプランニングを経営し、『ムー』などの雑誌記事の寄稿を生業とする中年男性。
家出中の帆高が船から落ちそうになるところを救い、船内の食堂で食事とビールを奢らせた。その後、下船時に渡した名刺をもとに訪ねて来た帆高をアシスタントとして採用した。義母（間宮夫人）に引き取られなかなか会わせてもらえない娘（萌花）との面会のため、「晴れ女」サービスを利用することになった。
特徴/性格
10代の時、地方から家出の形で上京し、そこで知り合った間宮明日花と大恋愛の末に結婚した。明日花が他界した後も彼女への愛情は深く、彼女との間に生まれた娘の萌花を溺愛している。
仕事ではオカルト雑誌の記事を執筆しているが、現実主義者で迷信などについては否定しており、読者も自身と同じように記事内容を信じていないという前提で仕事に取り組んでいる。
帆高には月給3000円しか渡していなかった。ただし、家賃、食費、携帯電話料金は負担したり、帆高を故郷に帰るように諭す際には、交通費と退職金、餞別を兼ねて5万円を渡したりした。
代々木の廃ビルでは、当初は帆高に警察に戻るように説得するが全く受け入れられず、帆高の陽菜に会いたいという純粋な思いにほだされ、帆高を乱暴に扱った警察官に強い怒りを露にして突き飛ばした。
事件の2年半後には、ライター、編集者として成功を収めたと思われ、スナックを改装した事務所よりも立派で小綺麗な事務所を構えている。
帆高、陽菜からは「須賀さん」、夏美からは「圭ちゃん」、間宮夫人からは「圭介さん」、萌花からは「パパ」と呼ばれる。
制作初期の設定
制作初期の企画の段階では、雑文ライター兼、気象AI研究者という設定だった。
須賀 夏美（すが なつみ）
声 - 本田翼
圭介の姪。大学生。圭介の事務所のバイト従業員。
その妖艶な容姿、圭介を「圭ちゃん」と呼ぶ言動、帆高初対面時に圭介との関係を説明する折に小指を立てたことなどから、帆高に圭介の愛人と勘違いされた。事務所での勤務と並行して就職活動に勤しんだが、成果は出せなかった。なお、事件の2年半後に帆高が圭介の事務所を訪れた際に、夏美のヘルメットが置かれており、結局大学卒業後もここで働いていることがほのめかされている。
帆高が圭介の事務所を訪れた際に、圭介が見せた、萌花、凪と写った自撮り写真に夏美の姿を確認できる。
特徴/性格
バイク運転のスキルが高く、パトカーの追跡をかわすため、タンデム走行のスーパーカブ110で階段を駆け下りる場面もある。父（圭介の兄）とは仲が悪い。取材時には、相手の胡散臭い話を聴く時であっても真剣に耳を傾けるなど、聞き上手である。
普段着は、チューブトップとキャミソールかタンクトップに短パンだが、就職活動の際にはリクルートスーツ姿を見せている。また、回想シーンでは高校の制服姿も見せている。
帆高、陽菜からは「夏美さん」、圭介からは「夏美」、萌花からは「なっちゃん」と呼ばれる。巨乳。
須賀 明日花（すが あすか）
圭介の妻。故人。旧姓：間宮。
10代の時に出会った圭介と大恋愛の末、結婚した。萌花を産んだ後、事故により早世した。
映画本編では、産まれて間もない萌花を抱いて、圭介と3人で写真を撮影するシーンで登場している。
須賀 萌花（すが もか）
声 - 香月萌衣
圭介と明日花の娘。
喘息持ちのため、雨天に弱く晴れた日でないと外出時に発作を起こしやすい。3歳までは圭介と暮らしていたが、現在は間宮夫人に引き取られており、圭介とは会える日が限定される。
帆高が圭介の事務所を訪れた際に、圭介が見せた、夏美、凪と写った自撮り写真では、成長した姿を確認できる。
間宮夫人（まみやふじん）
声 - 島本須美
明日花の母。須賀萌花の祖母で養育権者。
圭介に対し、喫煙の習慣を指摘して萌花と会わせることを渋っている。
2年半後には、圭介と夫妻の関係が改善しており、彼の仕事次第では遠からず萌花と一緒に暮らせる可能性が高くなった、と帆高のモノローグで語られている。
立花 冨美（たちばな ふみ）
声 - 倍賞千恵子
老婦人。後述する立花瀧の祖母。帆高曰く、「僕のお祖母ちゃんくらいの年齢」とのこと。
「晴れ女サービス」のWebサイトに、夫の初盆の日を晴れにして欲しいという依頼を書き込んだ。そして、仕事で訪れた帆高と陽菜に「空の上に死者が住まう彼岸がある」という内容の話をした。
その後、大雨により自宅が水没したため、水没地域以西（高島平駅周辺）のアパートの一室に引越した。さらにその後、再びWebサイトに依頼を寄せた。この依頼が受けられないことを伝えに家を訪れた帆高に対し、「水没地域は江戸時代以前には海だった場所であり、それが元に戻っただけ」という考えを伝えた。また、このシーンでの冨美の右手には組紐のブレスレットが装着されているのが確認できる。
安井刑事（やすいけいじ）
声 - 平泉成
高井とともに捜査を行う中年男性の刑事。
比較的穏やかな人物であり、説得重視の方針を採る。終盤の代々木の廃ビル内では、高井らが帆高を包囲して銃口を向けた際も一人だけ銃口を下ろして構えていた。ただし、帆高が非常階段に向かう際には銃口を向けている。
高井刑事（たかいけいじ）
声 - 梶裕貴
安井とともに捜査を行う若い男性刑事。作中で掲げた警察手帳によるとフルネームは高井高司で警部補。リーゼントヘア。
警察官としての使命感は高いが若さゆえに未熟で血が上りやすく感情が表情や言葉に出やすく、逮捕するためには手段を選ばず、抵抗する帆高に銃口を向けたり、床に顔を叩きつけたりするなどの暴力行為も厭わない。また、ラブホテルで帆高に任意同行を求めた際に腕を捻りあげ、代々木の廃ビルでは丸腰の圭介に対しても銃口を向けるなど、粗暴な面も見受けられる。しかし、詰めが甘い面もあり、帆高の脱走を許す失態を演じている。
佐々木巡査（ささきじゅんさ）
声 - 市ノ瀬加那
婦人警官。アヤネ曰く、「愛想のないおばさん」。
保護された凪の世話をしつつ、逃亡しないように監視していた。しかし、カナの演技に騙され、凪から目を離すこととなり、逃亡される失態を演じてしまった。
アヤネ
声 - 佐倉綾音
凪の元彼女。小学5年生で凪と同い年。髪型はショートヘア。
帆高が圭介の事務所を訪ねるために都営バスに乗車しているシーンにて、凪と仲良く会話していた。凪が児童相談所に保護された際には、女装のためのウィッグとワンピースを提供する等、逃亡の手伝いをした。その際の訪問者記帳時に「花澤綾音」と記名していた。
カナ
声 - 花澤香菜
凪の彼女。小学4年生で凪の1つ年下。髪型はロングヘア。
帆高が圭介の事務所を訪ねるために都営バスに乗車しているシーンにて、アヤネと入れ替わりでバスに乗り込んで来て凪と仲良く会話していた。そのしばらく後で、神宮外苑花火大会の時に凪とデートする姿が映された。凪が児童相談所に保護された際には、アヤネ共々、逃亡の手伝いをした。
スカウトマン木村（スカウトマンきむら）
声 - 木村良平
新宿歌舞伎町で働く風俗嬢のスカウトマン。
店の前で休んでいた帆高にちょっかいをかけるなど悪辣な行為を働いた男性。後に店に陽菜をスカウトしようとしているところを偶然居合わせた帆高に邪魔されたため、帆高に暴行した結果、彼が持っていた拳銃で発砲されてしまった（弾は当たっていない）。職業柄、後ろめたいところがあるらしく、発砲事件での事情を聞こうとした安井たちから逃げ回るシーンもある。陽菜消失時で東京に晴れが戻るシーンにて登場した際には、妻帯者であり子供もいることが確認できる。
占いおババ
声 - 野沢雅子
占い師の老女。
「100%の晴れ女」記事取材のため、夏美と帆高からインタビューを受けた。「晴れ女には稲荷の力が、雨女には龍神の力が宿る」「天の気のバランスが崩れると晴れ女が生まれやすい」「天候系の力を使いすぎると神隠しに会う」等、気象神社の神主が語った「天気の巫女伝承」に通じる話を夏美と帆高に伝えた。
荒木研究官（あらきけんきゅうかん）
声 - 荒木健太郎
気象庁気象研究所の研究官。
取材のためにやって来た夏美と帆高に対し、最初はインタビューを受けるのを渋るが、いざインタビューが始まると雲の中に何かの群れのようなものが観測されたと熱っぽく語った。
神主（かんぬし）
声 - 柴田秀勝
気象神社の神主の老人男性。
取材で訪れた圭介と夏美に「天気の巫女伝承」を伝えた。神社の天井画は800年前に描かれたと説明し、直近100年間分程度しかない気象観測結果に対し、例外的な気象状況が発生する度に「異常気象」という言葉を使う世間の風潮を嫌っている。
アメ
野良猫。黒のハチワレ。
帆高が歌舞伎町の路地裏で拾い、後に圭介が引き取った。劇中後半までは痩せていたが、帆高が再上京した時には成長し、以前より肉付きがよくなり、目つきも圭介そっくりになっていた。

### 前作『君の名は。』関連の人物
『君の名は。』の人物を登場させた理由として、新海は「個人的に、再会する前の瀧と三葉の姿を見てみたかったという気持ちもあります」と答えている。
立花 瀧（たちばな たき）
声 - 神木隆之介
冨美の孫。前作『君の名は。』の主人公。
お盆で祖母の冨美宅に遊びに来ていた折、「晴れ女」サービスで冨美宅に訪れていた帆高たちと遭遇した。その際、帆高に対し、陽菜へ誕生日プレゼントを贈るように提案した。
宮水 三葉（みやみず みつは）
声 - 上白石萌音
ルミネ新宿2内のジュエリーショップの女性販売員。前作『君の名は。』のヒロイン。
帆高に陽菜の誕生日プレゼント用の指輪を販売した。その際、陽菜との仲が上手く行くよう帆高にエールを送った。
勅使河原 克彦（てしがわら かつひこ）
声 - 成田凌
三葉の高校時代の同級生。
帆高と陽菜が初めて「晴れ女」サービスを行った際の台場のフリーマーケットのシーンに登場した。早耶香と観覧車に同乗中、陽菜が天気を晴れにする様子を目撃し、「すーげぇ」と感嘆の声を上げた。
名取 早耶香（なとり さやか）
声 - 悠木碧
三葉の高校時代の同級生。
帆高と陽菜が初めて「晴れ女」サービスを行った際の台場のフリーマーケットのシーンに登場した。克彦と観覧車に同乗中、陽菜が天気を晴れにする様子を目撃し、「わー、きれい」と感嘆の声を上げた。
宮水 四葉（みやみず よつは）
声 - 谷花音
三葉の妹。高校3年生。
陽菜の消失の後、東京に晴れが戻るシーンにて、学校のベランダから級友2人と空を見上げ、「なんか、涙出るね」と発言した。

## スタッフ
| 原作・脚本・監督・絵コンテ・編集・イメージボード | 新海誠 |
| キャラクターデザイン                             | 田中将賀、田村篤 |
| 製作                                             | 市川南、川口典孝 |
| 企画・プロデュース                               | 川村元気 |
| エグゼクティブプロデューサー                     | 古澤佳寛 |
| プロデューサー                                   | 岡村和佳菜、伊藤絹恵 |
| 音楽プロデューサー                               | 成川沙世子 |
| 作画監督                                         | 田村篤 |
| 美術監督                                         | 滝口比呂志 |
| 演出                                             | 徳野悠我、居村健治 |
| CGチーフ                                         | 竹内良貴 |
| 音楽                                             | RADWIMPS |
| 音楽プロデューサー                               | 成川沙世子 |
| 音響監督                                         | 山田陽 |
| 音響効果                                         | 森川永子 |
| 撮影監督                                         | 津田涼介 |
| 色彩設計・助監督                                 | 三木陽子 |
| アシスタントプロデューサー                       | 加瀬未来、堀雄太 |
| 制作                                             | コミックス・ウェーブ・フィルム |
| 制作プロデュース                                 | STORY inc. |
| 製作                                             | 「天気の子」製作委員会 （東宝、コミックス・ウェーブ・フィルム、STORY、KADOKAWA、ジェイアール東日本企画、voque ting、ローソンエンタテインメント） |
| 配給                                             | 東宝 |

## 制作経緯
- 2017年
  - 2月、計画書提出、プロット開発スタート
  - 4月、キャラクターデザイン開発スタート
  - 7月、脚本開発スタート
  - 8月、設定開発スタート、ロケハン、資料収集スタート
  - 10月、絵コンテ・Vコンテ開発スタート
- 2018年
  - 5月、作画作業スタート
  - 7月、雨素材の開発スタート
  - 8月、キャストオーディション
  - 9月、美術背景作業スタート
  - 10月、主人公・ヒロインキャスト決定
  - 12月、空ポスター公開、製作発表会見
- 2019年
  - 1月、撮影作業スタート
  - 4月、予告編 (1) 公開、劇伴収録
  - 5月、アフレコ、ダビング、晴れポスター、予告編 (2) 公開
  - 7月2日、製作報告会見
  - 7月7日、完成
  - 7月19日、公開

### タイトル変更の経緯
先述のように、企画の段階での仮タイトルは『天気予報の君』であったが、ヒロインの名前が陽菜になってからは、仮タイトルは『天気雨の君』へ変更されており、陽菜のアパートの設定画にてその仮タイトルを確認できる。

## 音楽
『君の名は。』に引き続きRADWIMPSが音楽を担当しているが、ボーカルの野田洋次郎は前作以上にストーリー展開を決める話し合いにも参加しており、音楽監督としての職務も担っている。
2019年7月19日に、本作で使用されている27曲の劇伴と5曲の主題歌を収録したRADWIMPSのアルバム『天気の子』が発売された。マスタリングを担当したボブ・ラドウィックはこのアルバムについて「最も美しく、クリエイティブなRADWIMPSのアルバムだった」と述べている。主題歌は以下の通りである。
- 風たちの声 (Movie edit)
- 祝祭 (Movie edit) feat.三浦透子 - YouTube
- グランドエスケープ (Movie edit) feat.三浦透子
- 大丈夫 (Movie edit) - YouTube
- 愛にできることはまだあるかい - YouTube

ただし、映画本編の制作がアルバム完成以降も続いたため、一部楽曲において変更点がみられる。「愛にできることはまだあるかい」のエンドロールで使用されているバージョン、さらに上記5曲のうち「(Movie edit.)」である4曲のフルサイズバージョンも未収録である。なお、4曲のフルサイズバージョンと「Is There Still Anything That Love Can Do (English ver.)」は、2019年11月27日発売の『天気の子 complete version』に収録された。
また、本作劇中のラブホテルのカラオケシーンで、帆高・凪、陽菜のそれぞれが以下を歌っていた。
- 「恋するフォーチュンクッキー（AKB48）」[114]
- 「恋（星野源）」[114]

## 公開

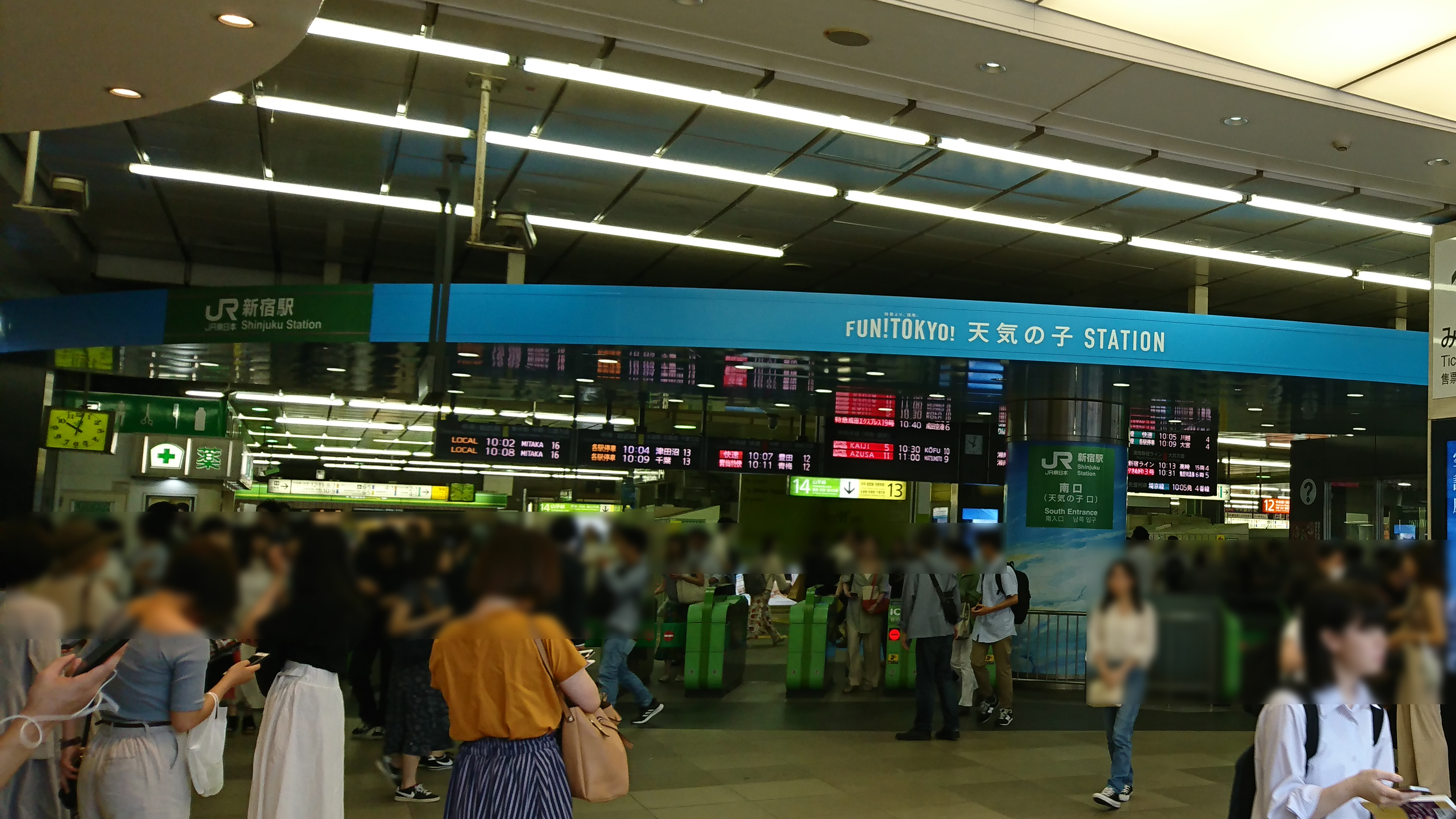
JR新宿駅とのタイアップ企画「FUN！TOKYO！天気の子STATION」の様子。2019年7月19日から9月1日まで期間限定で行われた。

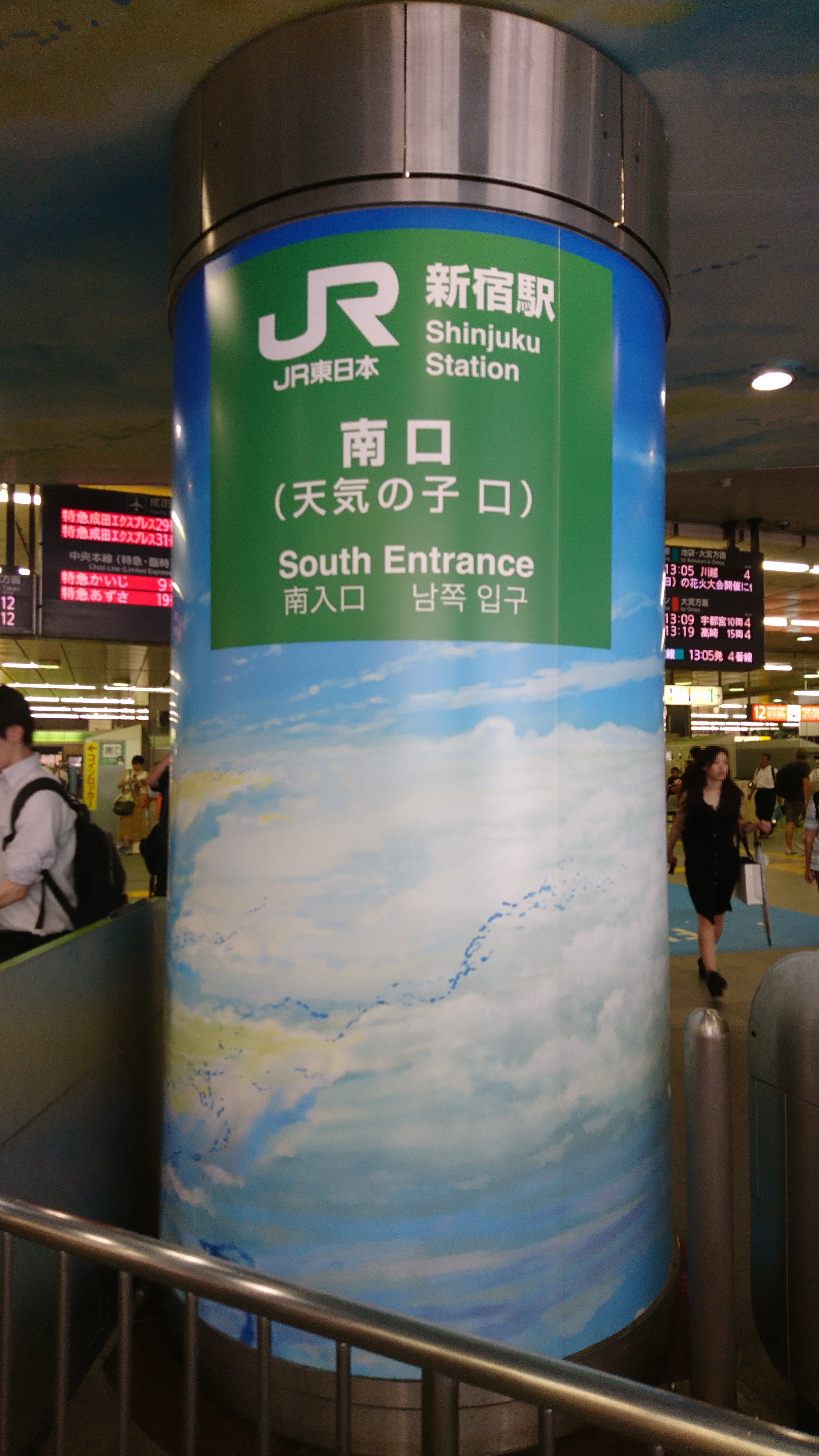
JR新宿駅 南口（天気の子 口）の表示。

### 興行成績
日本では、2019年（令和元年）7月19日に全国公開され、7月20日から21日の観客動員数で初登場1位となった。最初の3日間で動員数は115万9020人、興行収入は16億4380万9400円に達し、前作の『君の名は。』対比128.6パーセントを記録した。週末の全国映画動員ランキングで3週連続で1位を獲得した。公開から8月21日までの34日間の興行収入が100億円を突破し、2作連続100億円を突破するのは日本の映画監督では宮崎駿に続く2人目の達成となった（通算2作なら本広克行を加えて3人目）。公開から10月1日までの75日間の観客動員数が1000万人を突破した。10月21日までには、累計観客動員数は1027万人を超え、興行収入は137億円を突破し、日本で公開された映画で歴代興収は12位となった。さらに11月11日までに累計観客動員数は1042万人を超え、興行収入は139億円を突破している。2020年1月28日に日本映画製作者連盟より2019年の映画興行収入が発表され、本作が2020年1月の時点で140億6000万円で邦画・洋画通じてトップとなったことがわかった。
|                                   | 動員数 （万人） | 動員数 （万人） | 動員数 （万人） | 興行収入 （億円） | 興行収入 （億円） | 備考                                            |
| 週末                              | 週末            | 累計            | 週末            | 累計              |                   | 備考                                            |
| --------------------------------- | --------------- | --------------- | --------------- | ----------------- | ----------------- | ----------------------------------------------- |
| 1週目の週末（7月20日・21日）      | 1位             | 83.0            | 115.9           | 11.9              | 16.4              |                                                 |
| 2週目の週末（7月27日・28日）      | 1位             | 70.4            | 287.6           | 10.1              | 39.9              |                                                 |
| 3週目の週末（8月3日・4日）        | 1位             | 50.5            | 433.7           | 7.2               | 59.1              |                                                 |
| 4週目の週末（8月10日・11日）      | 3位             | 46.8            |                 | 6.5               | 75.1              | 累計動員584万人、興収78億円を突破（12日まで）   |
| 5週目の週末（8月17日・18日）      | 2位             | 38.4            | 717.9           | 5.3               | 96.5              |                                                 |
| 6週目の週末（8月24日・25日）      | 1位             | 30.5            | 801.0           | 4.2               | 107.3             |                                                 |
| 7週目の週末（8月31日・9月1日）    | 1位             | 34.7            | 875.1           | 4.2               | 116.6             |                                                 |
| 8週目の週末（9月7日・8日）        | 2位             | 19.0            | 914.0           | 2.5               | 121.8             |                                                 |
| 9週目の週末（9月14日・15日）      | 3位             | 16.2            |                 | 2.1               | 126.0             | 累計動員955万人、興収127億円を突破（16日まで）  |
| 10週目の週末（9月21日・22日）     | 4位             | 11.2            |                 | 1.5               | 129.8             | 累計動員982万人、興収130億円を突破（23日まで）  |
| 11週目の週末（9月28日・29日）     | 3位             | 8.5             | 997.2           | 1.3               | 132.9             |                                                 |
| 12週目の週末（10月5日・6日）      | 7位             |                 | 1011.8          | 1.0               | 135.1             |                                                 |
| 13週目の週末（10月12日・13日）    | 8位             |                 |                 | 0.5               | 136.2             | 累計動員1022万人、興収136億円を突破（14日まで） |
| 14週目の週末（10月19日・20日）    | -               |                 | 1027.7          | 0.4               | 137.4             |                                                 |
| 15週目の週末（10月26日・27日）    | -               |                 | 1034.0          | 0.3               | 138.2             |                                                 |
| 16週目の週末（11月2日・3日）      | -               |                 |                 | 0.3               | 138.8             | 累計動員1039万人、興収138億円を突破（4日まで）  |
| 17週目の週末（11月9日・10日）     | -               |                 | 1042.0          | 0.2               | 139.3             | 累計動員1042万人、興収139億円を突破（11日まで） |
| 18週目の週末（11月16日・17日）    | -               |                 |                 |                   | 139.6             |                                                 |
| 19週目の週末（11月23日・24日）    | -               |                 | 1045.0          |                   | 139.9             |                                                 |
| 20週目の週末（11月30日・12月1日） | -               |                 |                 |                   | 140.0             |                                                 |
| 21週目の週末（12月7日・8日）      | -               |                 |                 |                   | 140.2             |                                                 |
| 22週目の週末（12月14日・15日）    | -               |                 |                 |                   | 140.3             |                                                 |
| 23週目の週末（12月21日・22日）    | -               |                 |                 |                   | 140.4             |                                                 |
| 24週目の週末（12月28日・29日）    | -               |                 |                 |                   |                   | 年末年始のため計測できず。                      |
| 25週目の週末（1月4日・5日）       | -               |                 |                 |                   | 140.4             |                                                 |
| 26週目の週末（1月11日・12日）     | -               |                 |                 |                   | 140.4             | 累計興行収入は、1月13日までのもの。             |
| 27週目の週末（1月18日・19日）     | -               |                 |                 |                   | 140.4             |                                                 |
| 28週目の週末（1月25日・26日）     | -               |                 |                 |                   | 140.6             |                                                 |

### 海外

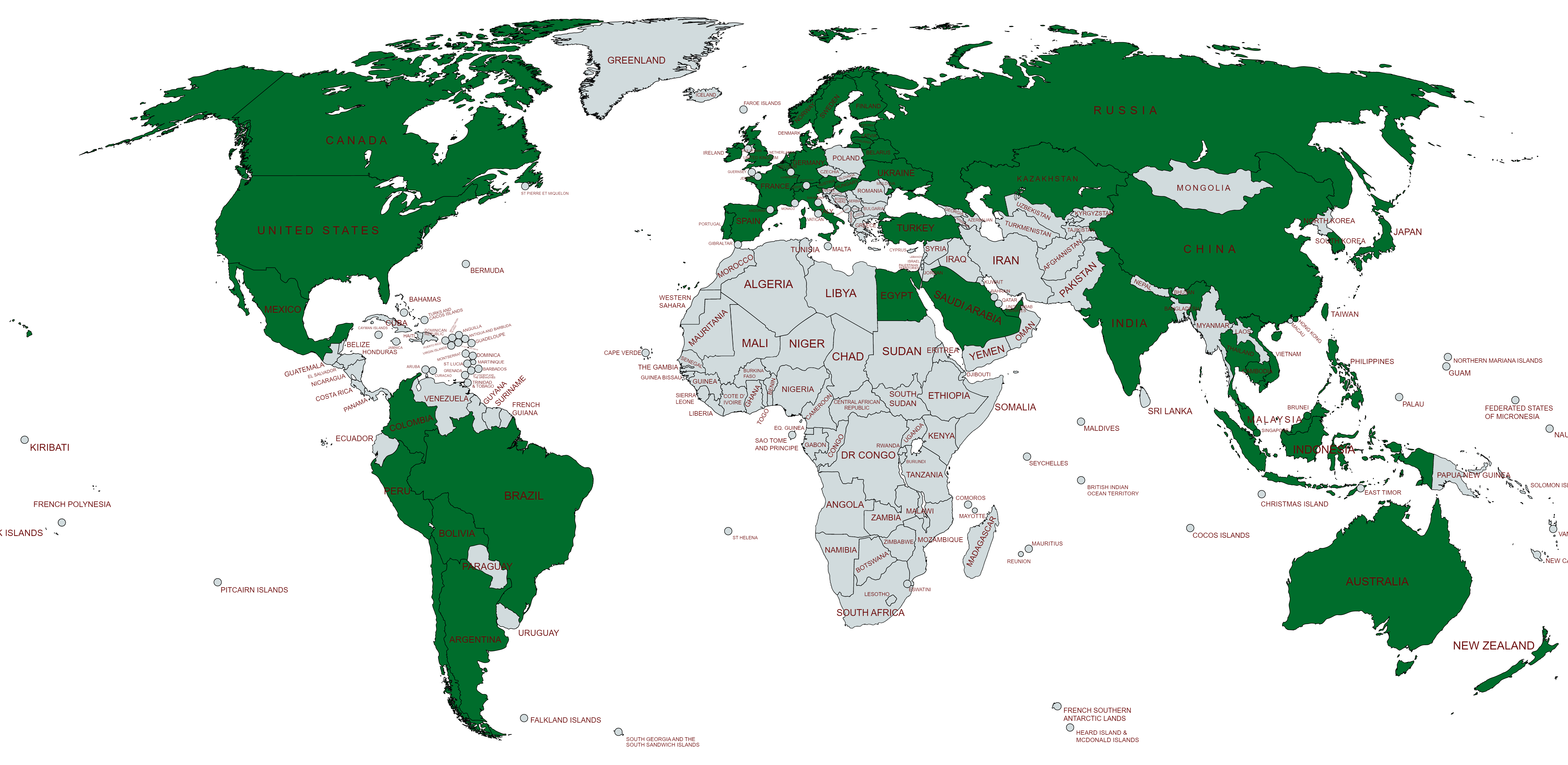
映画が劇場公開された国や地域を示す世界地図（緑）。

海外での公開が決定しており、『君の名は。』の公開規模を上回る140の国と地域で公開される。8月8日に公開された香港と9月12日に公開された台湾では、初週の興行収入で1位となった。インドでは本作の劇場公開を希望する5万人以上の署名が集まり、その署名に応える形で劇場公開が決定した。インドでオリジナルの日本のアニメーション映画が公開されるのは初となる。
| 国・地域         | 公開日         | 配給                                            | 題名                  | 出典      |
| ---------------- | -------------- | ----------------------------------------------- | --------------------- | --------- |
| 香港             | 2019年8月8日   | 安樂影片                                        | 天氣之子              | [ 124 ]   |
| マカオ           | 2019年8月8日   | 安樂影片                                        | 天氣之子              | [ 124 ]   |
| インドネシア     | 2019年8月21日  | アンコール・フィルムズ                          | Weathering With You   |           |
| オーストラリア   | 2019年8月22日  | マッドマン・エンターテインメント                |                       | [ 125 ]   |
| ニュージーランド | 2019年8月22日  | マッドマン・エンターテインメント                |                       | [ 125 ]   |
| フィリピン       | 2019年8月28日  | Pioneer Films                                   |                       |           |
| ベトナム         | 2019年8月30日  | アンコール・フィルムズ                          | Dua Con Cua Thoi Tiet |           |
| マレーシア       | 2019年9月5日   | アンコール・フィルムズ                          | Dua Con Cua Thoi Tiet |           |
| ブルネイ         | 2019年9月5日   | アンコール・フィルムズ                          | Dua Con Cua Thoi Tiet |           |
| タイ             | 2019年9月5日   | メジャー・シネプレックス                        |                       | [ 126 ]   |
| シンガポール     | 2019年9月12日  | アンコール・フィルムズ                          |                       |           |
| 台湾             | 2019年9月12日  | 車庫娛樂                                        | 天氣之子              |           |
| インド           | 2019年10月11日 | Vkaao                                           |                       | [ 127 ]   |
| イタリア         | 2019年10月14日 | Nexo Digital / Dynit                            |                       |           |
| 韓国             | 2019年10月30日 | メディアキャッスル / ウォーターホールカンパニー |                       | [ 128 ]   |
| ロシア           | 2019年10月31日 | VOLGAFILM                                       |                       |           |
| ウクライナ       | 2019年10月31日 |                                                 |                       |           |
| 中国             | 2019年11月1日  | 華夏電影発行                                    | 天气之子              | [ 129 ]   |
| スペイン         | 2019年11月29日 | セレクタ・ビシオン                              |                       |           |
| リトアニア       | 2019年12月13日 |                                                 |                       |           |
| エストニア       | 2019年12月20日 |                                                 |                       |           |
| ラトビア         | 2019年12月27日 |                                                 |                       |           |
| フランス         | 2020年1月8日   | BAC Films / Anime Limited                       |                       |           |
| ドイツ           | 2020年1月16日  | Universum Film                                  |                       |           |
| アメリカ合衆国   | 2020年1月17日  | GKIDS                                           | Weathering With You   | [ 130 ]   |
| カナダ           | 2020年1月17日  | GKIDS                                           | Weathering With You   | [ 130 ]   |
| イギリス         | 2020年1月17日  | Anime Limited                                   |                       |           |
| アイルランド     | 2020年1月17日  | Anime Limited                                   |                       |           |
| オーストリア     | 2020年1月19日  |                                                 |                       |           |
| オランダ         | 2020年1月29日  |                                                 |                       | [ 注 85 ] |
| ポルトガル       | 2020年2月20日  |                                                 |                       |           |
| スウェーデン     | 2020年2月21日  |                                                 |                       |           |
| フィンランド     | 2020年3月13日  |                                                 |                       |           |
| デンマーク       | 2020年5月28日  |                                                 |                       |           |
| ノルウェー       | 2020年6月19日  |                                                 |                       |           |
| アラブ首長国連邦 | 2020年9月10日  |                                                 |                       |           |
| エジプト         | 2020年9月10日  |                                                 |                       |           |
| サウジアラビア   | 2020年9月10日  |                                                 |                       |           |
| メキシコ         | 2020年11月12日 |                                                 |                       |           |
| アルゼンチン     | 2021年1月14日  |                                                 |                       |           |
| ベルギー         | 2020年         |                                                 |                       |           |
| ボリビア         | 2020年         |                                                 |                       |           |
| ブラジル         | 2020年         |                                                 |                       |           |
| ベラルーシ       | 2020年         |                                                 |                       |           |
| チリ             | 2020年         |                                                 |                       |           |
| コロンビア       | 2020年         |                                                 |                       |           |
| ハンガリー       | 2020年         |                                                 |                       |           |
| カンボジア       | 2020年         |                                                 |                       |           |
| カザフスタン     | 2020年         |                                                 |                       |           |
| ペルー           | 2020年         |                                                 |                       |           |
| トルコ           | 2020年         |                                                 |                       |           |

### 再上映
2022年、9月30日から期間限定で、全国41館で開催される「新海誠IMAX映画祭」にて、IMAXで上映された。

## 評価

### 受賞・ノミネート
| 賞                                                  | 部門                                        | 対象                                     | 結果       | 出典    |
| --------------------------------------------------- | ------------------------------------------- | ---------------------------------------- | ---------- | ------- |
| 第23回文化庁メディア芸術祭                          | アニメーション部門 ソーシャル・インパクト賞 | 天気の子                                 | 受賞       | [ 133 ] |
| 第37回ゴールデングロス賞                            | 日本映画部門 最優秀・金賞                   | 天気の子                                 | 受賞       | [ 134 ] |
| 第47回アニー賞                                      | 長編インディペンデント作品賞                | 天気の子                                 | ノミネート |         |
| 第47回アニー賞                                      | 監督賞                                      | 新海誠                                   | ノミネート |         |
| 第47回アニー賞                                      | 脚本賞                                      | 新海誠                                   | ノミネート |         |
| 第47回アニー賞                                      | 視覚効果賞                                  | 伊藤秀次、中嶋祐子、李周美、津田涼介     | ノミネート |         |
| 第24回サテライト賞                                  | アニメーション・ミックスメディア映画賞      | 天気の子                                 | ノミネート |         |
| 第43回日本アカデミー賞                              | 最優秀アニメーション作品賞                  | 天気の子                                 | 受賞       | [ 135 ] |
| 第43回日本アカデミー賞                              | 最優秀音楽賞                                | RADWIMPS                                 | 受賞       | [ 135 ] |
| 第62回ブルーリボン賞                                | 作品賞                                      | 天気の子                                 | ノミネート |         |
| 第62回ブルーリボン賞                                | 監督賞                                      | 新海誠                                   | ノミネート |         |
| 第74回毎日映画コンクール                            | アニメーション映画賞                        | 天気の子                                 | ノミネート |         |
| 第74回毎日映画コンクール                            | 音楽賞                                      | RADWIMPS                                 | 受賞       |         |
| 第44回報知映画賞                                    | アニメ作品賞                                | 天気の子                                 | 受賞       |         |
| 第44回報知映画賞                                    | 監督賞                                      | 新海誠                                   | ノミネート |         |
| 第11回TAMA映画賞                                    | 特別賞                                      | 新海誠監督、およびスタッフ・キャスト一同 | 受賞       | [ 136 ] |
| 第13回アジア太平洋映画賞                            | 最優秀アニメーション映画賞                  | 天気の子                                 | 受賞       | [ 137 ] |
| アニメーション・イズ・フィルム・フェスティバル 2019 | 観客賞                                      | 天気の子                                 | 受賞       | [ 138 ] |
| スコットランド・ラブズ・アニメ 2019                 | 観客賞                                      | 天気の子                                 | 受賞       | [ 139 ] |
| ユートピアル 2019                                   | 観客賞                                      | 天気の子                                 | 受賞       | [ 140 ] |
| VFX-JAPANアワード2020                               | 劇場公開アニメーション映画部門優秀賞        | 天気の子                                 | 受賞       | [ 141 ] |

- 第92回アカデミー賞国際長編映画賞（旧外国語映画賞）部門 日本代表[142]
- 第44回トロント国際映画祭スペシャル・プレゼンテーション部門 出品[143]

### 考察
『天気の子』のストーリーとキャラクターは、てるてる坊主の原型という説がある掃晴娘伝説としばしば関連付けられている。掃晴娘は北京に住む美しい少女で、都が大雨で洪水になった時、空に向かって晴天を祈っていた。すると空から龍神の声がし、掃晴娘が妃となることと引き換えに、雨を止ませると言った。掃晴娘はこれを承諾し、地上から跡形もなく姿を消すと、実際に雨が止んだ。民俗学者の畑中章宏は、天野陽菜が祈りを行う際にてるてる坊主が出てくることに着目し、陽菜のモデルの一つは掃晴娘ではないかという考えを述べた。ニュースサイト『香港01』は、『天気の子』の隠されたメッセージとイースターエッグの一つに、掃晴娘伝説を挙げ、元々の伝説と異なり、本作では掃晴娘にあたる陽菜が地上に帰還したため、東京が水没したと指摘した。

### 反応
作中、ポテトチップスを砕いて炒めた炒飯や、チキンラーメンを砕いてかけたサラダが振る舞われるシーンがあり、SNS上でそのレシピが話題になった。日清食品は後者をヒントにし、サラダ用のチキンラーメンを2020年8月より実際に商品化している。

## テレビ放映
| 回数 | 放送局      | 放送形態       | 放送日         | 放送時間      | 放送分数 | 平均世帯 視聴率 | 備考                                                                              |
| ---- | ----------- | -------------- | -------------- | ------------- | -------- | --------------- | --------------------------------------------------------------------------------- |
| 1    | WOWOWシネマ | 本編ノーカット | 2020年10月10日 | 20:00 - 22:00 | 120分    |                 | テレビ初放送。                                                                    |
| 2    | テレビ朝日  | 本編ノーカット | 2021年1月3日   | 21:00 - 23:12 | 132分    | 8.8%            | 地上波初放送。 エンディングの後に新海自ら編集した「特別エンディング」が流された。 |
| 3    | テレビ朝日  | 本編ノーカット | 2022年11月6日  | 21:00 - 23:14 | 134分    | 7.5%            | 『すずめの戸締まり』公開記念。                                                    |

## メディアミックス

### 小説
『小説 天気の子』（角川文庫）
新海誠自身が執筆した本作の小説版が、映画の公開前日である2019年7月18日に発売された。『君の名は。』と同様、映画の制作と並行して執筆された。新海自身、今回は小説を書くつもりはなかったが、スタッフの強いオファーにより執筆した。解説は、本作で音楽監督を務めるRADWIMPSの野田洋次郎が行なっている。初週に9.9万部を売り上げ、7月29日付のオリコン週間文庫ランキングで初登場1位となった。2019年8月16日までには、31.8万部を売り上げ、本年度の文庫で初めて30万部を上回る作品となった。9月10日に、相次ぐ重版で65万部を突破した。2019年の年間ベストセラー文庫本の1位となった。「カドカップ2019」の総合部門で「金」（第1位）に選出されている。
初版のカバー裏には、新海誠のサインと「ありがとうございます！」というメッセージが入っている。
『天気の子』（角川つばさ文庫）
角川文庫版にふりがなをつけ、子どもにも読みやすいようにした児童文庫。また、文章も一部割愛や修正がされている。
著者は新海誠。挿絵はちーこ。あとがき、解説はないが、協力者の名前がクレジットされている。2019年8月9日発売。初週1.3万部を売り上げ、「児童書」ジャンルで1位を獲得した。

### 漫画
- 『月刊アフタヌーン』（講談社）で2019年9月号（2019年7月25日発売）から2020年10月号（2020年8月25日発売）まで映画のコミカライズ版が連載された。単行本は全3巻。漫画：窪田航。

## 展覧会
本作の絵コンテなどの制作資料を展示する「天気の子」展が各地で開催された。ただし新型コロナウイルス感染症の影響により、一部会場では開催が中止された。
開催
- 2019年9月25日（水） - 10月7日（月）、東京・松屋銀座
- 2019年12月26日（木） - 2020年1月6日（月）、福岡・大丸福岡天神店
- 2020年1月22日（水） - 2月3日（月）、岡山・岡山天満屋
- 2020年3月19日（木） - 4月5日（日）、長野・井上アイシティ21
- 2021年2月27日（土） - 5月9日（月）、大阪・ラオックス道頓堀店

中止
- 2020年4月29日（水） - 5月11日（月）、大阪・阪急うめだ本店
- 2020年6月3日（水） - 6月15日（月）、名古屋・松坂屋名古屋店

## 一番くじ
本作の公開から約1か月後の2019年8月13日（火）より、BANDAIから「一番くじ 天気の子」の発売が開始された。価格は1回602円（税抜）で、ローソンやHMVなどの店舗で売り出された。
景品は以下の通りであった。
- ビッグイラストボード（A賞 / 全1種）
- 折りたたみ傘（B賞 / 全1種）
- イラストボード（C賞 / 全6種）
- グラス（D賞 / 全4種）
- アクリルキーホルダー（E賞 / 全10種）
- ラストワンver. ビッグイラストボード（ラストワン賞 / 全1種）